# Boumezrag El Mokrani
Pour les articles homonymes, voir Mokrani.
Boumezrag El Mokrani (en arabe : بومزراق المقراني) né vers 1836 dans la Medjana et mort en juillet 1905, est un des chefs de l'insurrection de 1871, la plus importante survenue au XIXe siècle en Algérie après la conquête française.
Boumezrag signifie : « L’homme à la lance ».

## Biographie
Comme son frère Mohammed El Mokrani, il est issu de la dynastie des Beni Abbes, les Amokrane, maîtres depuis le XVIe siècle de la Kalâa (dans la Kabylie des Bibans) et de la région de la Medjana.
La fin de l'insurrection
Après la mort de son frère (5 mai 1871), il poursuit la lutte dans le Sud ; sa smala est prise le 8 octobre 1871 dans les monts du Hodna ; lui-même est capturé près de Ouargla le 20 juin 1872. 
Il est condamné à mort le 27 mars 1873 par la Cour d'Assises de Constantine, mais sa peine est commuée en déportation à vie en Nouvelle-Calédonie. Il est gracié en 1878 pour sa participation à la répression d'une révolte des Canaques, sans pouvoir quitter la Nouvelle-Calédonie. Il ne rentre en Algérie que le 13 juillet 1904 et s'installa à Orléansville El-Asnam puis Chlef) chez son fils El Ouanoughi Boumezrag El Mokrani, alors mufti de la mosquée et meurt un an après, dans la même ville, le 10 juillet 1905,. Sa dépouille mortelle fut ramenée à Alger depuis la gare ferroviaire d'Orléansville à Alger où il fut inhumé au cimetière du Hamma.